# Notonecta raleighi
Notonecta raleighi är en insektsart som beskrevs av Torre-bueno 1907. Notonecta raleighi ingår i släktet Notonecta och familjen ryggsimmare. Inga underarter finns listade i Catalogue of Life.